# Женская сборная Канады по кабадди
Женская национальная сборная Канады по кабадди — представляет Канаду на международных соревнованиях по кабадди. Управляющей организацией является Национальная ассоциация кабадди Канады (англ. National Kabaddi Association of Canada).

## Результаты выступлений

### Чемпионаты мира (круговой стиль)
| Год        | Победы         | Ничьи          | Поражения      | Место          |
| ---------- | -------------- | -------------- | -------------- | -------------- |
| 2012       | 1              | 0              | 2              | 9              |
| 2013—н. в. | не участвовали | не участвовали | не участвовали | не участвовали |